# L’Île aux enfants

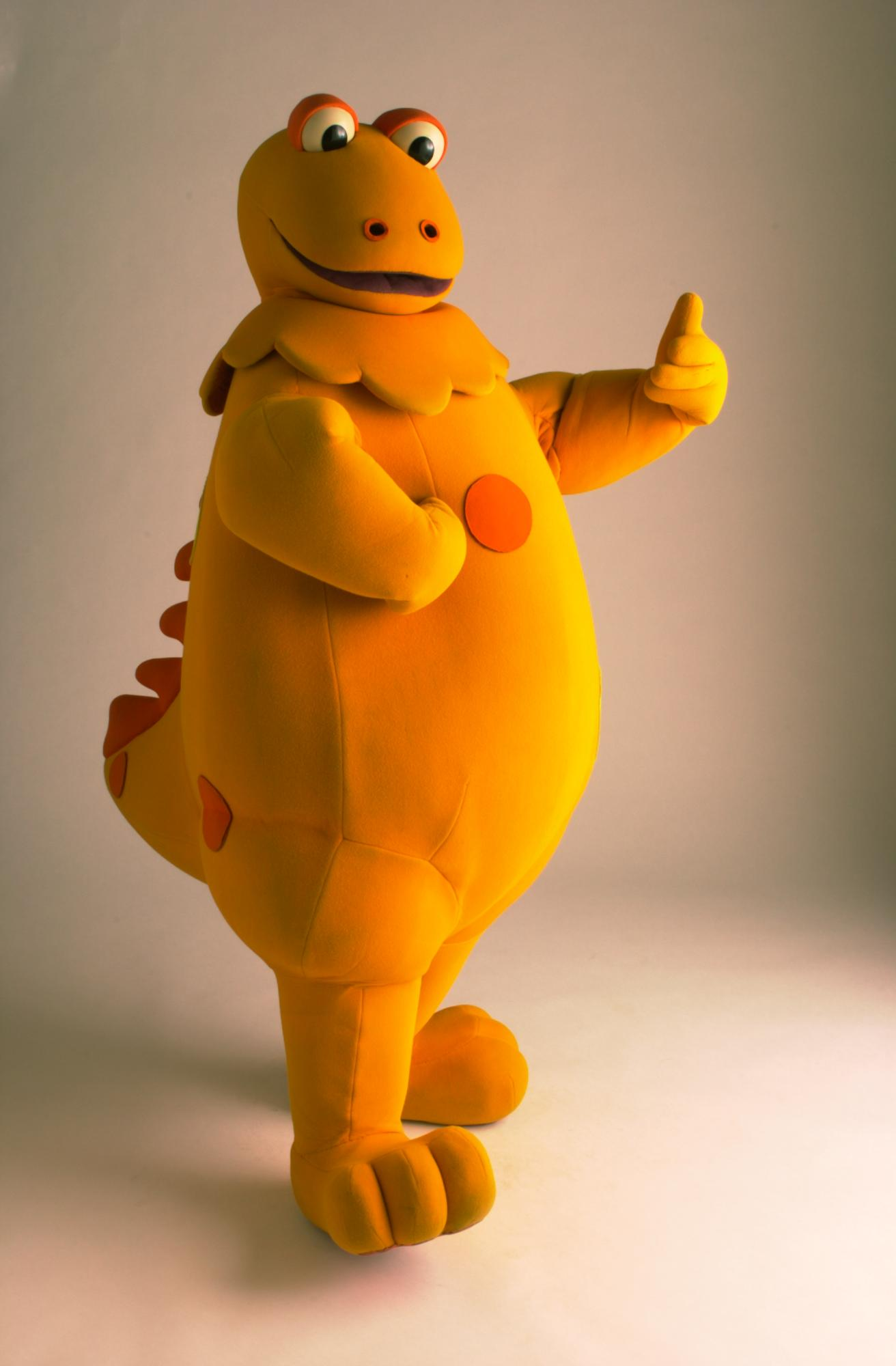
Casimir, das Maskottchen der Show

L’Île aux enfants war eine französische Kinderfernsehsendung mit 968 Folgen, die von 1975 bis 1982 ausgestrahlt wurde. Sie wurde zunächst als Teil der Jugendsendung Jeunes Années auf dem dritten Farbkanal des ORTF vom 16. September 1974 bis zum 3. Januar 1975 ausgestrahlt, dann vom 6. Januar 1975 bis zum 14. Februar 1975 als eigenständiges Programm auf France 3, bevor sie zuletzt vom 17. Februar 1975 bis zum 30. Juni 1982 in sieben aufeinanderfolgenden Staffeln jeden Spätnachmittag um 18 Uhr auf TF1 ausgestrahlt wurde.

## Geschichte

### Bonjour Sésame
1974 beauftragte Jean-Louis Guillaud, Generaldirektor des dritten Farbkanals des ORTF, Christophe Izard, das amerikanische Bildungsprogramm Sesamstraße für die Spielzeit 1974 für Frankreich zu adaptieren.
Unter dem Titel Bonjour Sésame sollten in zwanzigminütigen Folgen abwechselnd Szenen mit Schaumstoffpuppen und Szenen mit echten Schauspielern gezeigt werden. Mit 13 Minuten Sesamstraßen-Sequenzen und einer 4-minütigen Tierdokumentation von Pascale Breugnot musste Christophe Izard ein Konzept für die restlichen 4 Minuten entwickeln. Umgeben von einem Team einiger weniger Personen, darunter Yves Brunier, schuf er dann die Sequenz für L’Île aux enfants mit der Figur des Casimir.

### L’Île aux enfants
Ab dem 6. Januar 1975 wich Bonjour Sésame der L’Île aux enfants, die zu einer separaten Sendung wurde.
Von Januar 1975 bis 1976 bestand ein Modul des Programms L’Île aux enfants aus französisch-synchronisierten Sequenzen des amerikanischen Originals unter dem Titel Bonjour Sésame, ein weiteres Modul war L’Univers de Casimir (Casimirs Universum).
Ab 1976 enthielt L’Île aux enfants kein Sesamstraße-Material mehr, sondern bestand aus französischen Produktionen für die gesamten 20 Minuten.
1977 erschien eine neue Figur namens Hippolyte, Casimirs grüner Vetter. Er trat erstmals 1976 unter dem Namen Cousin Albéric auf.

### Tausendste Sendung und Ende
Am 7. Mai 1980 feierte TF1 die tausendste Sendung und machte dazu Casimir zum außerordentlichen Sprecher des Senders, wobei er bemerkenswerterweise den Platz von Carole Varenne einnahm.
Dazu berufen, sich ständig zu erneuern und neue Fernsehprojekte für Kinder zu fördern, setzte Christophe Izard einen letzten Punkt auf seine Schöpfung. Casimir wurde am 30. Juni 1982 in den Ruhestand verabschiedet. Im September 1982 schlug Christophe Izard Le Village dans les nuages (Das Dorf in den Wolken) vor, an dem einige der Schauspieler von L’Île aux enfants teilnehmen sollten.

### Wiederholungen
1992 forderte Moderator Jean-Luc Delarue die Rückkehr des sanftmütigen Ungeheuers auf die französischen Bildschirme während einer Folge von la Grande Famille auf Canal+, die den Kindheitserinnerungen junger Erwachsener gewidmet war und Casimir (Yves Brunier) zu Gast hatte. Der Aufruf wurde im folgenden Jahr gehört, und die besten Folgen wurden vom 6. September 1993 bis Juni 1998 jeden Abend um 18 Uhr auf Canal J wiederholt, gefolgt von einer kurzen Live-Sequenz, die von Casimir und Léonard le Renard moderiert wurde.
Von Anfang 2002 bis 2003 wurden etwa hundert Folgen in der Sendung Bonsoir les Zouzous auf France 5 wiederholt.
In Québec wurde die Serie auf TVFQ 99 ausgestrahlt.

## Adaptation für Südafrika
Vom 6. Oktober 1979 bis 1981 wurde in Südafrika eine Afrikaans-Fassung von L’Île aux enfants mit dem Titel Casimir ausgestrahlt, produziert unter der Regie von Louise Smit und Dalene Kotzé mit der französischen Produktionsfirma Télécip und der südafrikanischen SABC.
Die Sets sind leicht modifiziert, und Schauspieler aus Südafrika (Siegfried Mynhardt, Willie Esterhuizen, Annelize van der Ryst-Hattingh, Tarina Kleyn und Johan van der Merwe) spielen die Rollen der Figuren.
Inmitten der Apartheid zeigte die Sendung nur weiße Kinder, weshalb Louise Smit die SABC verließ. Mit dem Aufkommen von TV2 und TV3 im Jahr 1982 tauchten jedoch auch schwarze Kinder auf.

## In der Popkultur
- Ein Teil des Textes des Vorspann-Lieds von Roger Pouly wurde von der französischen Rap-Gruppe Assassin für ihr Lied Quand j’étais petit aus dem Album L’Homicide volontaire (1995) aufgegriffen.
- Der Vorspann der Show dient auch als Vorspann für Maïwenns Film Polisse (2011).